# Mareuil-Caubert
 Mareuil-Caubert  es una población y comuna francesa, en la región de Picardía, departamento de Somme, en el distrito de Abbeville y cantón de Abbeville-Sud.

## Demografía
| 853 | 862 | 922 | 923 | 900 | 890 |
| Para los censos de 1962 a 1999 la población legal corresponde a la población sin duplicidades (Fuente: INSEE [Consultar]) |     |     |     |     |     |